# دانشگاه علوم پزشکی وین
دانشگاه علوم پزشکی وین یک دانشگاه دولتی است که در وین، اتریش واقع شده‌است. دانشگاه علوم پزشکی وین یکی از قدیمی‌ترین دانشگاه‌های پزشکی جهان و کشورهای آلمانی زبان است و پس از دانشگاه کارل پراگ، دومین دانشگاه پزشکی در امپراتوری روم مقدس بود. دانشگاه علوم پزشکی وین بزرگ‌ترین سازمان پزشکی در اتریش و همچنین یکی از مؤسسات برتر تحقیقاتی در اروپا است و بزرگ‌ترین بیمارستان اروپا یعنی بیمارستان عمومی وین را با تمام کادر پزشکی خود در اختیار دارد.
تاکنون هفت برنده جایزه نوبل مرتبط با دانشکده پزشکی و پانزده نفر در دانشگاه وین حضور داشته‌اند. از جمله این موارد می‌توان به روبرت بارانی، یولیوس واگنر-یاورگ و کارل لندشتاینر، کاشف سیستم گروه خونی ABO و عامل ارهاش اشاره کرد.
پس از افتتاح بیمارستان عمومی وین در ۱۷۸۴، مرکز تحقیقاتی و دومین مدرسه پزشکی وین با کمک پزشکانی مانند کارل فن رکیتانسکی، ایگناتس زملوایس، یوزف اشکودا و فردیناند فون هِبرا ایجاد شد.

## رتبه‌بندی
در رتبه‌بندی دانشگاه‌های جهان به نقل از مؤسسه تایمز در سال ۲۰۲۳ دانشگاه علوم پزشکی وین رتبه ‎۱۰۱–۱۲۵ را در بین دانشگاه‌های جهان از آن خود کرده‌است.